# Marie-Gabrielle Capet
Marie-Gabrielle Capet (Lyon, 6 september 1761 - Parijs, 1 november 1818) was een Franse schilderes.  Zij schilderde in de neoklassieke stijl en is vooral bekend als portretschilderes. Zij werkte in olieverf, aquarel en pastel; het maken van miniaturen was een van haar specialiteiten. Zij was een leerling van Adélaïde Labille-Guiard.

## Leven
Marie-Gabrielle Capet was van eenvoudige komaf; ze was de dochter van een huisdienaar en een dienstmeisje. Het is niet bekend wanneer en van wie ze haar eerste tekenlessen heeft gekregen. Ze was al een heel goede pastellist toen ze in 1781 naar Parijs kwam om leerlinge te worden bij de bekende portretschilderes Adélaïde Labille-Guiard, die een aantal vrouwelijke pupillen had. Daar leerde ze ook werken met olieverf. De band met haar leermeesteres Labille-Guiard bleef erg hecht. In 1792 leende ze Labille-Guiard en haar man de schilder François-André Vincent geld voor de koop van een huis. Capet woonde daar bij hen in. Later woonde en werkte ze met Labille-Guiard in het Louvre; toen Labille-Guilard ziek werd, verzorgde Capet haar tot haar overlijden in 1803.  

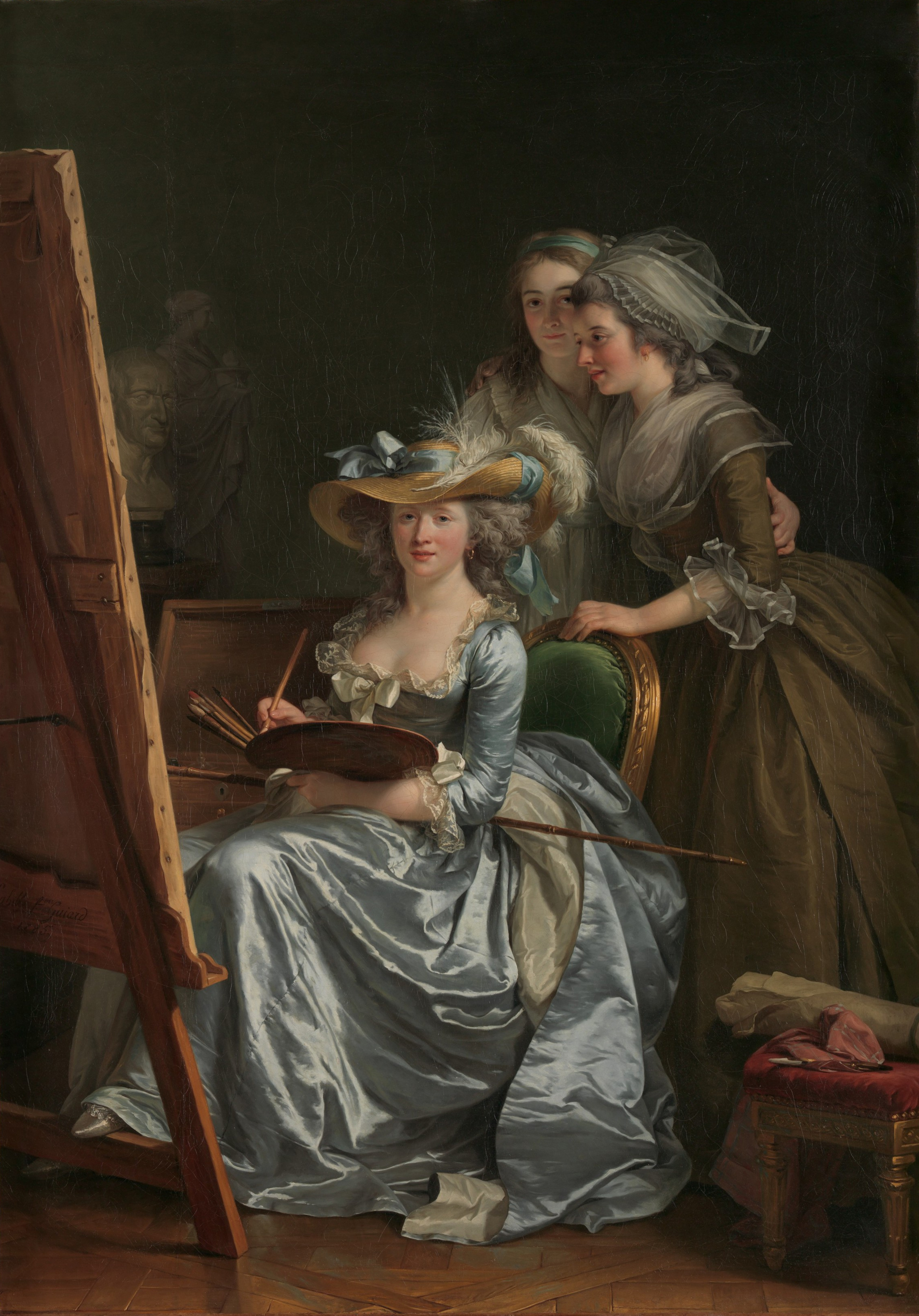
Zelfportret door Capets lerares Adélaïde Labille-Guiard met twee leerlingen: Marie-Gabrielle Capet en Marie Marguerite Carreaux de Rosemond

## Werk
Tot haar bekende jeugdwerken horen twee zelfportretten. In 1781 kreeg ze tijdens de Exposition de la Jeunesse (een jaarlijkse tentoonstelling in de openlucht)  positieve kritieken voor een potloodtekening. In 1783 werd de Exposition de la Jeunesse gedomineerd door werk van ‘les demoiselles’, de vrouwelijke leerlingen van Labille-Guiard. Het werk van Capet trok in het bijzonder de aandacht.   
In 1784 zond ze voor het eerst werk in voor de Salon de la Correspondance; dit was een ontmoetingsplaats voor kunstenaars en geleerden waar werk van artiesten die geen lid waren van de Académie royale de peinture et de sculpture werd tentoongesteld. Vanaf dat moment kreeg ze haar eerste opdrachten, onder andere voor het schilderen van de portretten van de dochters van Lodewijk XV, de prinsessen Adelaïde en Victoire. Dit leidde tot een succesvolle carrière als portrettist. In 1791 stelde Capet voor het eerst miniaturen tentoon. Het maken van miniaturen bleef de rest van haar leven een van haar specialiteiten. Toen na 1793 de officiële Salon (tentoonstelling) van de Académie voor werk van alle kunstenaars werd opengesteld, exposeerde Capet ook daar. Ze was niet alleen artistiek maar ook financieel succesvol. 
Capet werd vooral bewonderd om haar portretten in pastel. Een groot deel daarvan zijn portretten in opdracht, vanaf 1800 veel van officieren en ambtenaren in koloniale dienst. Zij heeft echter ook veel andere kunstenaars geportretteerd. Het werk dat ze na de Franse Revolutie maakte wordt vanwege de soberheid wel vergeleken met de stijl van Jacques-Louis David. Voor een miniatuur van de beeldhouwer Jean-Antoine Houdon kreeg ze tijdens de Salon van 1801 een loffelijke onderscheiding van de Commission des Artistes. Een bekend werk is een zogenaamd vriendenportret met als onderwerp Adélaïde Labille-Guiard in haar atelier, werkend aan een portret van de schilder Joseph-Marie Vien. Labille-Guiards echtgenoot François-André Vincent, die bij Vien in de leer was geweest, en verschillende andere oud-leerlingen kijken toe. Capet schilderde zichzelf ook in dit groepsportret. Tijdens de Salon van 1814 exposeerde ze voor het eerst een historiestuk, een mythologisch tafereel met de godin Hygieia.  

## Vergetelheid en herontdekking
Capet stierf in 1818.  Haar populariteit was toen al aan het afnemen en na haar dood raakte ze enigszins in de vergetelheid. Veel van haar werk is niet meer te traceren omdat ze het niet altijd signeerde. Door de groeiende belangstelling voor vrouwelijke kunstenaars in de 21e eeuw kwam ook Capet weer in de aandacht.   

Werk van Marie-Gabrielle Capet
Miniatuur van Stéphanie Félicité Ducrest de St-Aubin
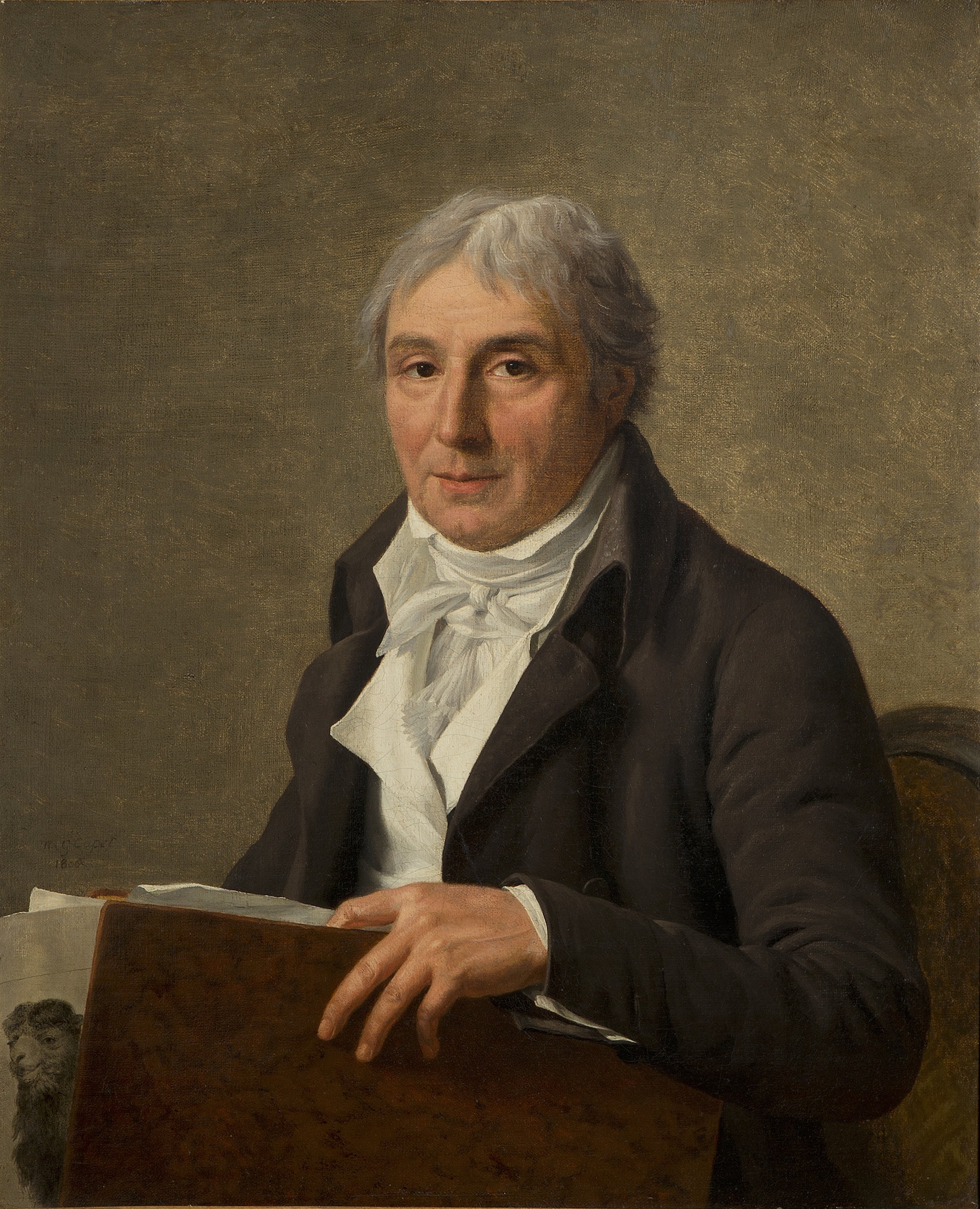
Portret van  de graveur Simon Charles Miger
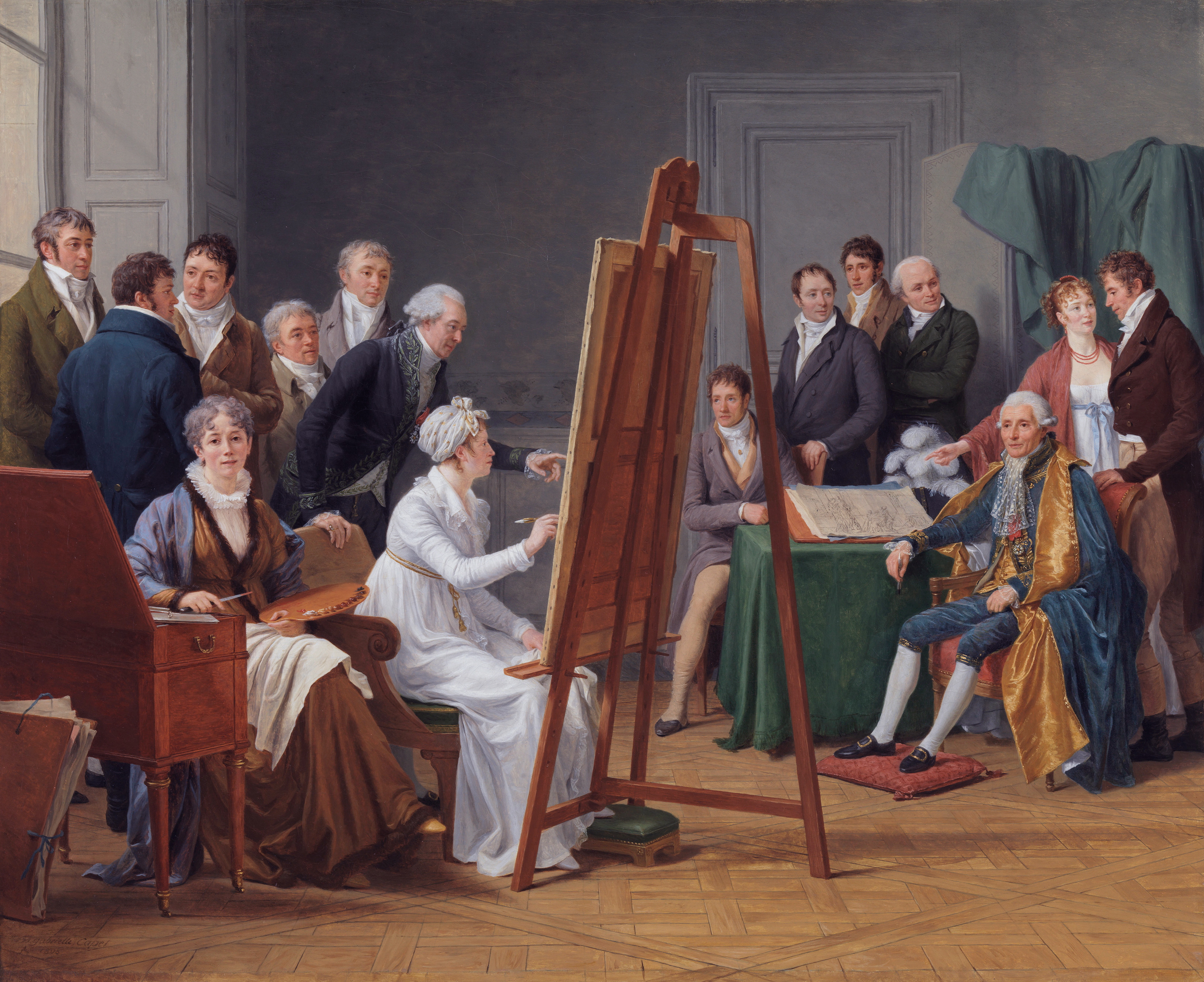
Adélaïde Labille-Guiard schildert Joseph-Marie Vien. Marie-Gabrielle Capet zit links vooraan

- Bibliothèque nationale de France: cb149554207 (data)
- Gemeinsame Normdatei: 122258134
- International Standard Name Identifier: 0000 0000 6658 9357
- KulturNav: 9a8db292-d01e-4d18-a793-1a6be02b90b7
- Library of Congress Control Number: nr2002013066
- RKD-Nederlands Instituut voor Kunstgeschiedenis: 15198
- Système universitaire de documentation: 180628674
- Union List of Artist Names: 500017955
- Virtual International Authority File: 71662855
- WorldCat: E39PBJjxyvp36fCqHmFbY6GJXd